# Mycomya affinis
Mycomya affinis är en tvåvingeart som beskrevs av Rasmus Carl Staeger 1840. Mycomya affinis ingår i släktet Mycomya och familjen svampmyggor. Arten är reproducerande i Sverige. Inga underarter finns listade i Catalogue of Life.